# 24021 Йокам
24021 Йокам (24021 Yocum) — астероїд головного поясу, відкритий 9 вересня 1999 року.
Тіссеранів параметр щодо Юпітера — 3,537.